# Calamotettix taeniatus
Calamotettix taeniatus är en insektsart som beskrevs av Géza Horváth 1911. Calamotettix taeniatus ingår i släktet Calamotettix och familjen dvärgstritar. Enligt den finländska rödlistan är arten nära hotad i Finland. Artens livsmiljö är strandängar vid sötvatten. Inga underarter finns listade i Catalogue of Life.